# Dołhe (rejon drohobycki)
Dołhe (ukr. Довге, Dowhe; hist. Dołhe Podbuskie) – wieś na Ukrainie w rejonie drohobyckim należącym do obwodu lwowskiego, nad Stryjem.
Pod koniec XIX w. wieś w powiecie drohobyckim Królestwa Galicji i Lodomerii.
W II Rzeczypospolitej w powiecie drohobyckim województwa lwowskiego.
W maju 1944 nacjonaliści ukraińscy z OUN-UPA zamordowali tutaj 24 Polaków.